# Bardsir (Verwaltungsbezirk)
Bardsir (persisch شهرستان بردسیر) ist ein Schahrestan in der Provinz Kerman im Iran. Er enthält die Stadt Bardsir, welche die Hauptstadt des Verwaltungsbezirks ist. 

## Demografie
Bei der Volkszählung 2016 betrug die Einwohnerzahl des Schahrestan 81.983. Die Alphabetisierung lag bei 85 Prozent der Bevölkerung. Knapp 57 Prozent der Bevölkerung lebten in urbanen Regionen.
| Zensusjahr | Einwohnerzahl |
| ---------- | ------------- |
| 2011       | 73.738        |
| 2016       | 81.983        |